# Alcyonium graniferum
Alcyonium graniferum är en korallart som beskrevs av Tixier-Durivault och Jean-Loup d'Hondt 1974. Alcyonium graniferum ingår i släktet Alcyonium och familjen läderkoraller. Inga underarter finns listade i Catalogue of Life.